# Terrorismo comunista

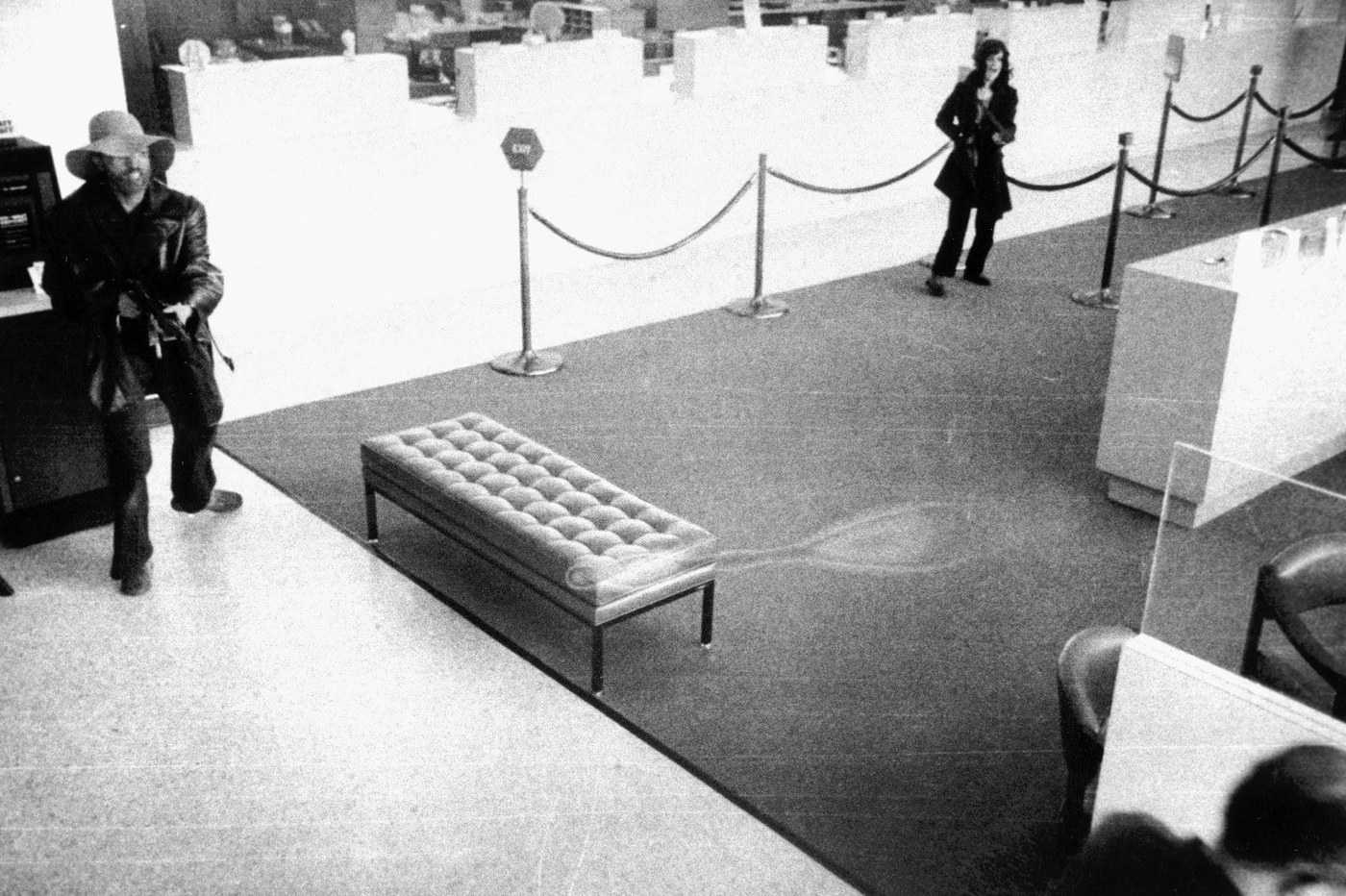
Membros do Exército Simbionês de Libertação roubando um banco nos Estados Unidos, 1974

O terrorismo comunista (também denominado terrorismo vermelho ou terrorismo de esquerda) é o terrorismo praticado por grupos de ideologias relacionadas com o leninismo, o maoísmo ou o marxismo-leninismo para conduzir um país ao comunismo. Ao longo da história, o terrorismo comunista assumiu a forma de terrorismo de estado, apoiado por estados socialistas como a União Soviética, China, Coreia do Norte, Camboja e Cuba. Além disso, atores não estatais, como as Brigadas Vermelhas, Prima Línea e a Fração do Exército Vermelho, também participaram do terrorismo comunista. Esses grupos procuraram inspirar as massas a se levantar e iniciar revoluções para derrubar os sistemas políticos e econômicos existentes para implantar o comunismo.
Acredita-se que o fim da Guerra Fria e a dissolução da União Soviética levaram a uma diminuição acentuada dessa forma de terrorismo. Brian Crozier, fundador e diretor do Institute for the Study of Conflict, afirmou que o comunismo foi a fonte primária do terrorismo estatal e não estatal.

## História
Embora Lenin denunciasse sistematicamente o terrorismo praticado pelos SRs (socialistas revolucionários) e se opusesse ao regicídio, ele também apoiava o uso do terror como ferramenta, considerando-o como um método estratégico e eficaz para promover os objetivos revolucionários. De acordo com Leon Trotsky, Lenin enfatizou a necessidade absoluta do terror e já em 1904 ele disse: "Sem a coerção jacobita, a ditadura do proletariado é uma expressão totalmente sem sentido". Em 1905, Lenin encorajou os membros do "Comitê de Combate" de São Petersburgo a cometer atos de roubo, incêndio criminoso e outros atos terroristas. Nem todos os estudiosos concordam com a posição de Lenin sobre o terrorismo. Joan Witte diz que se opôs à prática, exceto quando foi exercida pelo Partido Comunista da União Soviética (PCUS) e pelo Exército Vermelho depois de 1917. Ela também sugere que ele se opôs ao uso do terrorismo como um ato irracional, mas ele apoiou seu uso para promover a revolução comunista. Chaliand e Blin afirmam que Lenin defendeu o terror das massas, mas se opôs a atos de terrorismo desordenados, desorganizados ou insignificantes. De acordo com Richard Drake, Lenin havia abandonado qualquer relutância em usar táticas terroristas em 1917, acreditando que qualquer resistência à revolução comunista deveria ser alcançada com força máxima. Drake alegaria que a intenção terrorista no programa de Lenin era inconfundível, como Trotsky reconheceu em seu livro Terrorism and Communism publicado em 1918. No livro, Trotsky forneceu uma justificativa elaborada para o uso do terror ao afirmar que "o homem que repudia o terrorismo em princípio, isto é, repudia as medidas de repressão e intimidação contra uma contra-revolução determinada e armada, deve rejeitar todas as idéias de supremacia política da classe trabalhadora e sua ditadura revolucionária”. A justificativa de Trotsky é baseada em uma crítica ao uso do termo "terrorismo" para descrever toda a violência política em nome da esquerda, mas não a violência política realizada por facções liberais ou reacionárias.

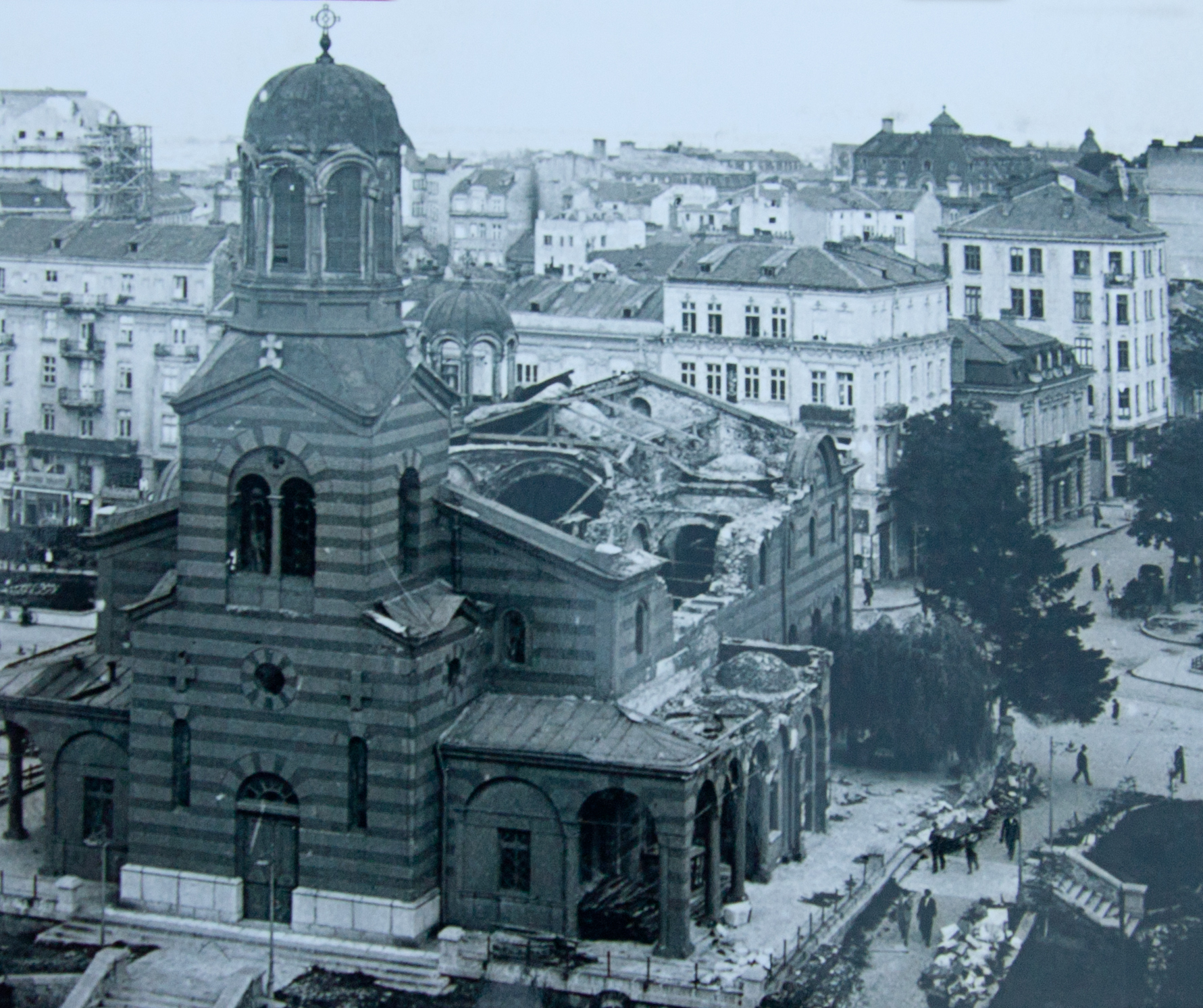
Dano provocado pelo atentado à Catedral de Sveta-Nedelya.

Após o fim da Primeira Guerra Mundial, nos Estados Unidos aumentam as ações subversivas de simpatizantes socialistas e anarquistas, em sua maioria de origem europeia. Em 1919, um grupo de anarquistas liderados pelo anarco-comunista Luigi Galleani plantou bombas em todo o país. Isso causaria o início das Incursões de Palmer, onde 249 imigrantes russos seriam deportados e mais de 5.000 cidadãos seriam presos sem respeitar seus direitos constitucionais. Em 1920, haveria um ataque ao Senado romeno, pelo qual os comunistas seriam responsabilizados, embora a responsabilidade não tenha sido totalmente provada. Anos mais tarde, em 1925, o atentado contra a Catedral de Sveta-Nedelya pelo Partido Comunista da Bulgária seria realizado com o resultado de 150 pessoas mortas.
Na década de 1930, o termo "terrorismo comunista" foi usado pelo Partido Nacional Socialista dos Trabalhadores Alemães (NSDAP), mais conhecido como Partido Nazista, como parte de uma campanha publicitária para espalhar o medo do comunismo. Os nacional-socialistas culparam o terrorismo comunista pelo incêndio do Reichstag, que seria usado como pretexto para aprovar leis que aboliriam as liberdades individuais dos cidadãos alemães. Nas décadas de 1940 e 1950, vários países do sudeste asiático, como as Filipinas e o Vietnã, testemunharam o surgimento de grupos comunistas envolvidos no terrorismo. John Slocum escreveu que os comunistas malaios usaram o terrorismo para chamar a atenção para suas crenças ideológicas, mas Philip Deery diria que os insurgentes malaios foram chamados de terroristas comunistas apenas como parte de uma campanha de propaganda. Na década de 1960, a ruptura entre a China e a URSS causou um forte aumento da atividade terrorista na região. Nessa década, vários grupos terroristas também começaram a operar na Europa, Japão e América. Yonah Alexander definiu esses grupos como FCO's ((Fighting Communist Organizations - "organizações comunistas de luta"), afirmando que o movimento sindical estudantil, que protestava contra a Guerra do Vietnã, foi a origem desses grupos. Na Europa Ocidental, as ações desses grupos ficaram conhecidas como Euroterrorismo. Os fundadores das FCO's argumentavam que a violência era necessária para atingir seus objetivos e que o protesto pacífico era ineficaz e ineficiente. Na década de 1970, havia cerca de 50 grupos marxistas ou leninistas operando na Turquia e aproximadamente 225 grupos operando na Itália. Os grupos também iniciaram operações na Irlanda e no Reino Unido. Esses grupos foram considerados uma grande ameaça pela OTAN e pelos governos da Itália, Alemanha e Grã-Bretanha. O terrorismo comunista não gozava de total apoio de todos os grupos ideologicamente alinhados. O PCI (Partido Comunista Italiano), por exemplo, condenou tal atividade. Estudiosos da esquerda argumentam que, embora seja uma questão de registro histórico que a violência foi empregada por movimentos comunistas, o rótulo "terrorismo" é usado desproporcionalmente na mídia ocidental para se referir a toda a violência política empregada pela esquerda.
Enquanto isso, na América Latina, Cuba atuou como um farol ideológico da doutrina marxista na região. Em 1985, a América Latina havia superado a Europa Ocidental como a região com mais atos de terrorismo contra alvos dos Estados Unidos, com grande parte dessa violência, na década de 1980, sendo causada por grupos marxista-leninistas patrocinados por Cuba. No Peru, desenvolver-se-ia o Pensamento Gonzalo, uma doutrina que colocaria especial ênfase no uso do terror como meio de obter poder e conduzir um país ao comunismo.

## Terrorismo comunista por continente

### África

#### África do Sul
Durante a era do Apartheid na África do Sul, o governo do NP (Nasionale Party - Partido Nacional africânder) considerou o CNA (Congresso Nacional Africano) e seu braço militar Umkhonto we Sizwe, como terroristas comunistas. Como resultado, uma série de leis foram introduzidas pelo governo, como o Suppression of Communism Act, (lei de supressão do comunismo), que definiu e proibiu organizações e pessoas que o governo considerava comunistas. Em 1967, o governo promulgou a lei antiterrorismo, conferindo aos atos terroristas status de crime e estabelecendo a detenção por tempo indeterminado, sem julgamento, contra aqueles que fossem capturados.

#### Rodésia
Na década de 1970, durante a Guerra Civil da Rodésia (rebatizada Zimbabwe em 1980), os grupos guerrilheiros que atuavam no país eram considerados terroristas comunistas pelo governo. Estes grupos receberam armamento e apoio financeiro de numerosos países comunistas, e treinamento em vários destes, incluindo a União Soviética, a China e Cuba. Ambos os exércitos de guerrilha envolvidos na guerra - o ZIPRA (Exército Revolucionário do Povo do Zimbabwe) da ZAPU (União do Povo Africano do Zimbabwe) e o ZANLA (Exército de Libertação Nacional Africano do Zimbabwe), ligado à ZANU (União Nacional Africana do Zimbabwe) - basearam-se inicialmente na área de Lusaka, na Zâmbia, de modo a estar a pouca distância da Rodésia. A ZANU e a ZANLA mudaram as suas bases para a Tete, em Moçambique, por volta de 1972, e lá se instalaram até ao final da guerra, em 1979. A ZIPRA permaneceu baseada na Zâmbia. De acordo com a ideologia maoísta professada por sua organização matriz, a ZANU e a ZANLA usaram táticas maoístas chinesas com grande efeito, politizando a população rural e escondendo-se entre os habitantes locais durante greves. Enquanto a ZIPRA conduziu operações similares em menor grau, a maioria de seus homens formava um exército de estilo convencional na Zâmbia, que foi treinado por oficiais cubanos e soviéticos para eventualmente invadir a Rodésia e se envolver abertamente em combate contra as Rhodesian Security Forces (forças armadas do país). Isso no final nunca aconteceu.

### América

#### Brasil

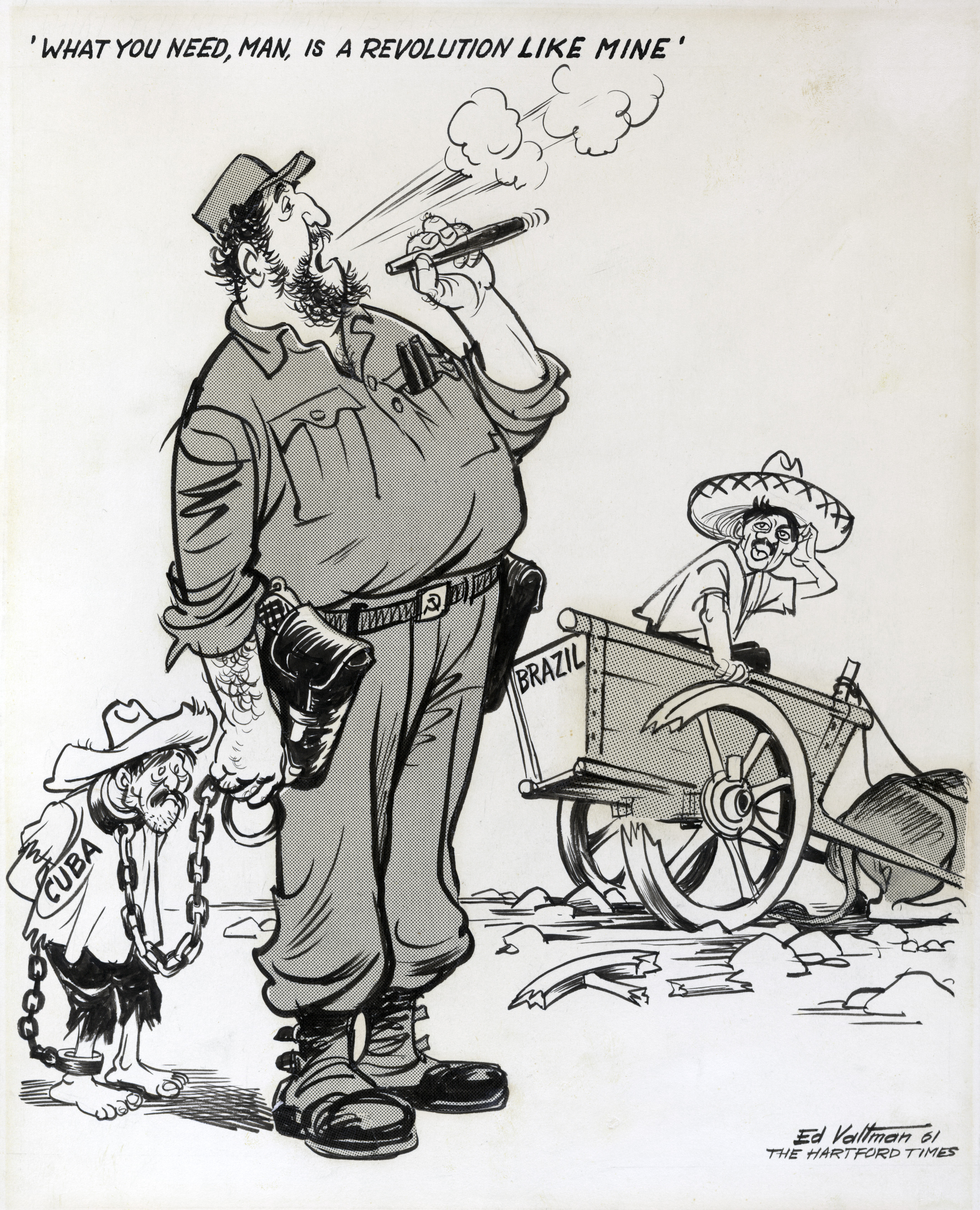
What you need, man, is a revolution like mine. ("O que você precisa, cara, é de uma revolução como a minha."): Fidel Castro aconselhando o Brasil, enquanto conduz Cuba acorrentada. Charge de Edmund S. Valtman, publicada em 31 de Agosto de 1961 e ganhadora do Prêmio Pulitzer no ano seguinte.

A ditadura militar brasileira (assim como o Governo Jair Bolsonaro) classificou os grupos de resistência armada ao regime militar, durante as décadas de 1960-1970, como terroristas. Nações comunistas ofereceram apoio à luta armada brasileira, tanto militar quanto financeira.
China e Cuba davam treinamento em guerrilha, para militantes da esquerda política brasileira, desde o início dos anos 1960. O ex ministro da Casa Civil, José Dirceu e a ex presidente da república, Dilma Roussef, receberam este treinamento (ele declara ter sido treinado por cubanos e ela não revela o país onde realizou seu curso de guerrilha). A Coreia do Norte financiou e treinou brasileiros para a luta armada. Por meio da Rádio Tirana, a  Albânia forneceu apoio propagandístico enquanto a União Soviética, através da Liga Comunista Leninista da Juventude de Toda a União (Komsomol), fazia doutrinação ideológica. 
 

Segundo Luiz Felipe Pondé e Fernando Gabeira, o movimento guerrilheiro na realidade, não lutava por democracia e sim, para implantar uma ditadura comunista no Brasil.  Militante ativo da luta armada durante o regime militar, Gabeira afirmou que: "(...) no caso da Dilma, existem diferenças na apreciação do que foi a nossa atuação (...) queríamos uma ditadura do proletariado (...) A luta armada não estava visando a democracia." Estima-se que em torno de 120 pessoas foram assassinadas pela resistência armada da esquerda. 

#### Cuba
Em 1959, Cuba liderou intervenções militares no Panamá, Nicarágua, República Dominicana e Haiti, resultando em fracassos. A estratégia seria alterada. O regime comunista cubano preferiu patrocinar organizações de esquerda através da logística e financiamento na América Latina além de fazer da ilha um importante centro de formação ideológica que promoveria a formação de organizações guerrilheiras e terroristas da ideologia comunista na região.

#### Peru
Na década de 1980, o Partido Comunista do Peru - Sendero Luminoso, iniciaria ações contra o Estado peruano sob a liderança de Abimael Guzmán. A doutrina de Guzmán seria o Pensamento Gonzalo, ou marxismo-leninismo-maoísmo-Pensamento Gonzalo. O pensamento Gonzalo envolveu o terror como método de luta, segundo Abimael Guzmán, “o Partido Comunista encontra sua razão de ser, sua tarefa fundamental é: organizar as massas, prepará-las para a ação e lançá-las no ataque direto contra o Estado opressor. Isso é feito por meio de propaganda, agitação, boicote, terror e, finalmente, insurreição armada”.

### Ásia

#### Camboja (Kampuchea Democrático)
O genocídio cometido pelo Khmer Vermelho no Camboja (rebatizado Kampuchea Democrático pelo regime de Pol Pot) que levou à morte de cerca de 1,7 milhão a 2,5 milhões de pessoas, foi descrito como um ato de terrorismo por Joseph S. Tuman. Pol Pot se considerava comunista e descreveu o Partido Comunista do Kampuchea como adepto de um "ponto de vista marxista-leninista" adaptado às condições cambojanas. Pol Pot viu o Khmer Vermelho como um exemplo que deveria ser copiado por outros movimentos revolucionários em todo o mundo e cortejou líderes marxistas da Birmânia, Indonésia, Malásia e Tailândia, permitindo que marxistas tailandeses estabelecessem bases ao longo da fronteira com o Camboja com a Tailândia. Durante o genocídio cambojano, a China foi o principal patrocinador internacional do Khmer Vermelho, fornecendo "mais de 15.000 conselheiros militares" e a maior parte da ajuda externa. Estima-se que pelo menos 90% da ajuda externa ao Khmer Vermelho veio da China.

#### China
Benjamin A. Valentino estimou que as atrocidades cometidas tanto pelo governo nacionalista (Kuomintang) quanto pelos comunistas (Partido Comunista da China) durante a Guerra Civil Chinesa resultaram na morte de entre 1,8 milhão e 3,5 milhões de pessoas entre 1927 e 1949. No final da década de 1940, o Departamento de Estado dos Estados Unidos informou que, após a Segunda Guerra Mundial, o terrorismo comunista - incluindo pilhagem, massacres e conscrição (alistamento forçado) em milícias - na China superou os crimes de guerra do Japão Imperial.

#### Japão
O Exército Vermelho Japonês foi um grupo terrorista fundado por Fusako Shigenobu em 1971 que defendia a revolução comunista através do terrorismo. A organização esteve envolvida no massacre do aeroporto de Lod, realizado em Israel em 1972.

#### Filipinas
O NPA (New People's Army - Novo Exército Popular), fundado em 1969, foi descrito como o terceiro maior grupo terrorista operando nas Filipinas. O grupo realizou ataques entre 1987 e 1992 antes de suspender temporariamente suas atividades. Entre 2000 e 2006, realizaram mais 42 ataques.

#### Vietnã

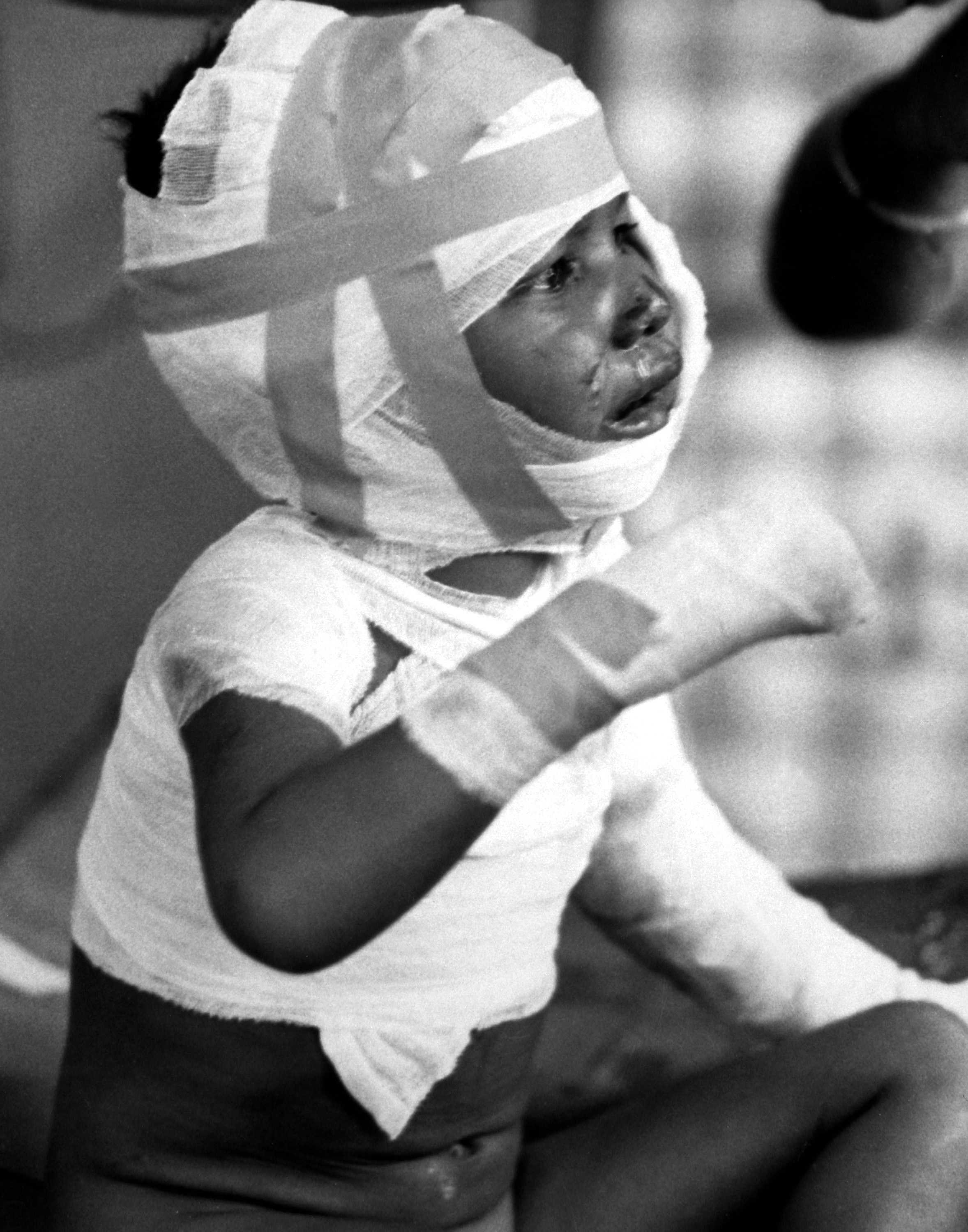
Criança vítima do massaccre de Đắk Sơn.

Durante a Segunda Guerra Mundial, o comunista Việt Minh travou uma campanha de guerrilha liderada por Ho Chi Minh contra as forças de ocupação japonesas e, após a rendição do Japão, contra as forças do colonialismo francês. Essa insurreição continuou até 1954, quando o Việt Minh converteu-se em VC (Vietcongue), que lutou contra o governo do Vietnã do Sul e as forças estadunidenses durante a Guerra do Vietnã. Essas campanhas envolveram o terrorismo, resultando na morte de milhares de pessoas.  Embora um armistício tenha sido assinado entre o Việt Minh e a França em 1954, as ações terroristas continuaram. Carol Winkler escreveu que, na década de 1950, o terrorismo vietcongue era abundante no Vietnã do Sul, com líderes políticos, chefes de província, professores, enfermeiros, médicos e membros das forças armadas sendo alvos. Entre 1965 e 1972, os terroristas vietcongues mataram mais de 33.000 pessoas e sequestraram outros 57.000.  As ações terroristas em Saigon foram descritas por Nghia M. Vo como "longas e assassinas". Nessas campanhas, o primeiro-ministro do Vietnã do Sul, Trần Văn Hương, foi alvo de uma tentativa de assassinato; só em 1964, os vietcongues realizaram 19.000 ataques a alvos civis.
O historiador e ex-analista do Departamento de Estado dos EUA, Douglas Pike, chamou o Massacre de Huế de uma das piores ações terroristas comunistas da Guerra do Vietnã. As estimativas das perdas no massacre foram citadas em até 6.000 mortos.  O Exército dos Estados Unidos registrou "3800 mortos em Huế e arredores, 2786 civis confirmados massacrados, 2226 civis encontrados em valas comuns e 16 civis não-vietnamitas mortos." Enquanto alguns historiadores afirmam que a maioria dessas mortes ocorreu como como resultado do bombardeio americano na luta pela retomada da cidade, a grande maioria dos mortos foi encontrada em valas comuns fora da cidade. Benjamin A. Valentino estimou que, entre 45.000 e 80.000 pessoas foram mortas pelo terrorismo do VC, entre 1954 e 1975.
Douglas Pike também definiu o massacre de Đắk Sơn, no qual os vietcongues usaram lança-chamas contra civis na aldeia de Đắk Sơn, matando 252, como um ato terrorista. Em Maio de 1967, o Dr. Tran Van-Luy relatou à Organização Mundial da Saúde "que nos últimos 10 anos, terroristas comunistas haviam destruído 174 dispensários, maternidades e hospitais". Ami Pedahzur escreveu que "o volume total e a letalidade do terrorismo vietcongue rivaliza ou supera tudo menos umas poucas campanhas terroristas (por exemplo, Argélia, Sri Lanka) travadas no último terço do século XX", e que o VC empregava o terrorismo suicida como uma forma de propaganda pelo ato. Arthur J. Dommen escreveu que a maioria dos mortos devido ao terrorismo do VC eram civis, presos em emboscadas enquanto viajavam de ônibus, e que o grupo incendiou vilarejos e recrutou membros à força.

### Europa

#### Bulgária
O atentado contra a Catedral de Sveta-Nedelya (Sófia, 16 de Abril de 1925) foi cometido por integrantes do БКП - Българска комунистическа партия (PCB - Partido Comunista Búlgaro). Os terroristas explodiram o telhado da catedral, durante o funeral do general Konstantin Georgiev, assassinado em 14 daquele mesmo mês pelos comunistas. 150 pessoas foram mortas e cerca de 500 ficaram feridas.

#### Itália
As Brigadas Vermelhas seriam estabelecidas em 1970 para impulsionar a Itália ao comunismo. Foi o maior, maior e mais duradouro grupo terrorista de esquerda do segundo período do pós-guerra na Europa Ocidental. A atividade mais proeminente das Brigadas Vermelhas foi o sequestro com o posterior assassinato de Aldo Moro.

#### União Soviética
Depois da Revolução Russa de 1917, o uso do terrorismo para subjugar a sociedade caracterizou o novo regime comunista. A historiadora Anna Geifman afirmou que isso era "evidente nas próprias origens do regime". Estima-se que 17.000 pessoas morreram como resultado da campanha inicial de violência conhecida como o Terror Vermelho. Lenin afirmou que seu "Partido jacobinista nunca rejeitaria o terror, nem poderia fazê-lo", referindo-se ao reino de Terror Jacobinista de 1793-1794 como um modelo para o Terror Vermelho Bolchevique. Félix Dzerjinsky, fundador da Tcheka (a polícia secreta soviética), empregava amplamente táticas terroristas, especialmente contra camponeses que se recusavam a entregar seus grãos ao governo. Ao iniciar a NEP (Nova Política Econômica), Lenin declarou: "É um erro pensar que a NEP pôs fim ao terrorismo. Voltaremos ao terrorismo, e será um terrorismo econômico".